# لورنزو لانزي
لورنزو لانزي (بالإيطالية: Lorenzo Lanzi)‏ مواليد 26 أكتوبر 1981 في تشيزينا، إيطاليا، هو متسابق دراجات نارية إيطالي. نافس في سباقات بطولة العالم لفئة 250 سي سي ولفئة 50 سي سي. كما شارك في بطولة العالم للسوبربايك وبطولة العالم للسوبرسبورت.

## وصلات خارجية
- لورنزو لانزي على موقع MotoGP.com (الإنجليزية)
- لورنزو لانزي على موقع WorldSBK.com (الإنجليزية)
- لورنزو لانزي على موقع CONI honoured athlete website (الإيطالية)

- الموقع الإلكتروني